# Curt Herwig
Curt Herwig (* 1898 oder 1899; † 6. Oktober 1953 in Würzburg) war ein deutscher Bühnenbildner, Schauspieler, Spielleiter und Intendant.
Herwig kam 1929 als Bühnenbildner und Schauspieler an das Theater Bonn. Nach kurzem Engagement als Oberspielleiter am Theater Erfurt kehrte er als Intendant nach Bonn zurück. 1950 wechselte er als Oberspielleiter an das Stadttheater Würzburg.
Er starb im Alter von 54 Jahren an den Folgen eines Schlaganfalls.